# Holly McPeak
Holly McPeak, née le 15 mai 1969 à Manhattan Beach, est une joueuse de beach-volley américaine. Désormais retraitée, elle a terminé 5e des Jeux olympiques de Sydney en 2000 avec sa compatriote Misty May-Treanor.

## Palmarès
- Jeux olympiques
  -  Médaille de bronze en 2004 à Atlanta avec Elaine Youngs
- Championnats du monde de beach-volley
  -  Médaille d'argent en 1997 à Los Angeles avec Lisa Arce